# Robert Remak
Robert Remak (26 de juliol de 1815 – 29 d'agost de 1865), va ser un embriòleg, fisiòleg i neuròleg polonès/alemany. Nasqué a Posen, Prússia. Remak es doctorà en medicina a la Universitat Friedrich Wilhelm de Berlin el 1838 especialitzant-se en neurologia. És ben conegut per reduir les quatre capes germinals de Karl Ernst von Baer a tres: l'ectoderm, el mesoderm, i l'endoderm. També va descobrir els ganglis de Remak al cor. Estudià sota Johannes Muller a la Universitat de Berlin.
Remak descobrí que l'origen de les cèl·lules era la divisió cel·lular de cèl·lules preexistents.
Malgrat la seva vàlua, pel fet de ser jueu, se li va negar l'estatus de professor complet fins al final de la seva vida. Rudolf Virchow, plagià la noció que les cèl·lules provenien de cèl·lules preexistents de Remark.
l seu fill Ernst Julius Remak també va ser neuròleg i el seu net va ser el matemàtic Robert Remak que morí a Auschwitz el 1942.